# Treehouse of Horror XIII
"Treehouse of Horror XIII", também conhecido como "The Simpsons Treehouse of Horror 13" (No Dia das Bruxas XIII em Portugal – A Casa da Árvore dos Horrores XIII No Brasil) é um episódio na temporada 14 de Os Simpsons. E como em todos os episódios de Halloween, tem uma abertura e 3 segmentos.
Estreou no Fox Broadcasting Company (Fox) nos Estados Unidos, no dia 3 de Novembro de 2002, E também e no Treehouse of Horror, No título The Simpsons Halloween Special.

## Sinopse

### Sequência de Abertura
Na abertura, Homer, Marge e Ned fazem uma sessão espírita para se comunicar com Maude, que conta as histórias.

### Que Entrem Os Clones
Homer compra uma nova rede que pode clonar pessoas. Ele faz clones de si mesmo (que não tem umbigo) para fazer suas tarefas.O plano sai do controle e ele se livra dos clones e da rede, mais os clones se clonam, mas alguns dos clones são diferentes do Homer original: um deles é Peter Griffin de Family Guy (uma crítica ao fato de Family Guy ser considerado por muitos como plágio dos Simpsons), um usa óculos, um não tem rosto, outro é mais gordo que o normal e outro se parece com o Homer antigo em The Tracey Ullman Show. e todos os clones esfomeados de Homer atacam Springfield, devorando tudo em seu caminho, as pessoas se livram dos clones com rosquinhas gigantes, os Clones caem no penhasco, menos um, que ocupa o lugar do Homer original, que está no penhasco, morto.

### O Medo de Arrepiar e Armas Medonhas
Bart e Lisa vão ao cemitério de Springfield fazer um funeral ao peixinho, Goldie, e observam uma lápide onde está escrito "William H. Bonney ... Eu sonhei com um mundo sem armas". Decidida a tornar o sonho dele na realidade, Lisa começa uma campanha contra as armas em Springfield, que dá certo. Mas Billy the Kid e seus capangas voltaram dos mortos e atacam Springfield... e será difícil detê-los sem armas, porém o Professor Frink manda Homer para o passado para que possa avisar a todos, e todos atiram na cova dos mortos, porém aparece um Homer de um futuro mais distante, dizendo que a violência das armas destruiu a própria Terra, porém Moe o mata e volta para a "Idade das Pedras."

### A Ilha do Dr. Hibbert
Os Simpsons passam suas férias na Ilha das Almas Perdidas. O Dr. Hibbert lhes dá as boas-vindas enquanto Willie, com aparência de um tipo de macaco, leva suas malas. Preocupada com o peru do jantar,que lembra o professor Frink, Marge pede para Homer investigar. Ele descobre que todos os habitantes de Springfield foram transformados em animais incluindo uma Maggie tamanduá, um Bart aranha,uma Lisa coruja e uma Marge, uma pantera. No começo Homer não gosta, mais logo ele também é transformado,em uma morsa. Mas no final, todos acabam gostando de serem animais e ficam felizes com isso.